# Guiba (Guiba)
Pour les articles homonymes, voir Guiba.
Guiba est une commune et le chef-lieu du département de Guiba situé dans la province du Zoundwéogo de la région Centre-Sud au Burkina Faso.

## Géographie
Guiba est localisé à environ 7 km au nord-ouest du centre de Manga. La commune est à la jonction de la route nationale 17 allant à l'est vers Tenkodogo et de la route nationale 29 allant au sud-est vers Zabré et au-delà la frontière ghanéenne.

## Santé et éducation
Guiba accueille un centre de santé et de promotion sociale (CSPS) tandis que le centre médical (CMA) le plus proche se trouve à Manga.